# 狄恩·歐班寧
查理·狄恩·歐班寧（英語：Charles Dean O'Banion，1892年7月8日—1924年11月10日）是一名美國的黑幫，他是在1920年代殘酷的芝加哥走私私酒鬥爭期間強尼·托里奧和艾爾·卡彭的主要對手。當時的報紙讓他以迪翁·歐班寧（Dion O'Banion）的名字更為人所知，儘管他從來沒有用過這個名字。他領導北邊幫直到1924年被槍殺，當時據說他被法蘭基·耶魯、約翰·斯卡萊斯和Albert Anselmi謀殺。

## 早年
歐班寧出生於伊利諾州中部的馬羅阿，父母是愛爾蘭天主教徒。歐班寧一家在他還是個小孩子的時候就搬到了伊利諾州的奧羅拉。1901年，他的母親去世後，他和父親、哥哥一起搬到芝加哥（姐妹Ruth留在馬羅阿）。他們全家定居在基爾戈賓（Kilgobbin），那裡又稱「小地獄」（Little Hell），這是芝加哥北區的一個愛爾蘭人聚居區，該地的犯罪率在全城中都是臭名昭著的。
年少時，他被稱為「迪尼」（Deanie），在芝加哥聖名主教座堂的教堂唱詩班裡唱歌。然而，音樂和宗教都沒有引起歐班寧的興趣，相反，基爾戈賓的街頭生活吸引了他的注意。由於歐班寧的左腿較短，他在早期時有一個綽號叫「Gimpy」，但很少人有足夠的勇氣這樣稱呼他。據說，這條短腿是童年的一次電車事故造成的。
歐班寧和他的朋友（海米·魏斯、文森特·德魯奇和瘋子莫蘭）加入了市場街幫派，該幫派專門為芝加哥的黑市進行盜竊和搶劫。他們後來成了「重拳手」（sluggers），是一間報社雇佣的惡棍，專門毆打不賣報紙的報攤老闆。市場街幫派一開始是為《芝加哥論壇報》工作。不過，後來由於報社老闆莫塞斯·安能堡開出的條件更有吸引力，他們轉投競爭對手《芝加哥考察者報》。透過安能堡，這幫派認識了保險箱竊賊查爾斯·瑞塞爾，瑞塞爾教導他們關於他的手藝。1909年，歐班寧先是因保險箱盜竊而被捕，然後又因襲擊被捕。這些都是歐班寧在懲教所裡度過的唯一時光。
歐班寧在McGovern's Liberty旅館當服務生，每天晚上，當他的伙伴們在衣帽室扒竊時，他都會用他那優美的愛爾蘭男高音取悅顧客。歐班寧還會在顧客的飲料中下藥，「給他們塞個Mickey Finn」。當醉酒的顧客離開俱樂部時，歐班寧和他的伙伴們會搶劫他們。
幫派還透過安能堡認識了42區和43區的政治老大，他們的工作就是利用暴力來幫助操縱選舉結果。

## 成為私酒販
隨著1920年禁酒令的到來，歐班寧開始進行非法私酒業務。他安排加拿大的啤酒供應商立即開始發貨，還與威士忌和氈酒經銷商達成交易。1921年12月19日，歐班寧展開了芝加哥第一宗酒類劫持案。他和「基爾戈賓的小伙子們」很快就消滅所有的競爭對手。歐班寧的黑幫被稱為「北邊幫」，現在統治著北區和黃金海岸，這是芝加哥位於密芝根湖北部湖濱的富人區域。隨著歐班寧在黑社會的名氣越來越大，他吸引了更多的追隨者，包括薩繆爾·莫頓、路易斯·「雙槍」·阿爾特利和"Handsome" Dan McCarthy。
在歐班寧權力的巔峰時期，據說他每年從酒類中賺取約100萬美元。在一次著名的持械搶劫案中，歐班寧和他的手下從西區鐵路場偷走了價值超過10萬美元的加拿大威士忌。在另一宗著名的搶劫案中，歐班寧洗劫了上鎖的Sibly蒸餾廠，並帶走1,750桶保稅威士忌。
1921年，歐班寧與Viola Kaniff結婚，並買下了在北河岸地區的威廉·斯科菲爾德花店的權益（現在是停車場），該店位於西芝加哥大道和北州街的拐角處附近。他需要一個合法的幌子來進行他的犯罪活動；此外，他很喜歡花，而且是個出色的花藝師。斯科菲爾德花店變成了黑幫葬禮的首選花商。這間店恰好就在聖名主教座堂（Holy Name Cathedral）的正對面，他和海米·魏斯在座堂裡參加過彌撒。斯科菲爾德花店樓上的房間被用作北邊幫的總部。

## 私酒販分裂芝加哥
在1920年，意大利人為主的南區黑幫（後來被稱為芝加哥犯罪集團）的頭目強尼·托里奧，和他的副手艾爾·卡彭，與所有的芝加哥私酒販子會面，制定了一個領土制度。這是要避免血腥的地盤鬥爭，對大家都有利。此外，黑幫們能夠集中他們的政治力量和他們的手下在街上。歐班寧接受了這個協議，並割讓北區的控制權，包括令人向往的黃金海岸。北邊幫的人員現在成為芝加哥地區龐大的私酒聯合的一部分。
歐班寧與托里奧的交易持續了大約三年，然後才對其不滿。由於鄰近伊利諾州的西塞羅最近舉行了一次選舉，這座城市變成南區人的金礦，歐班寧想從中分一杯羹。為了安撫他，托里奧將西塞羅的一些啤酒權和一間名為「船」的賭場的四分之一權益授予歐班寧。大膽的歐班寧隨後說服了芝加哥其他地區的一些地下酒吧搬到他在西塞羅的地帶。此舉有可能引發一場私酒戰爭。托里奧試圖說服歐班寧放棄他的計劃，以換取一些南區妓院的收益。歐班寧憤怒地拒絕了，因為他厭惡賣淫。
與此同時，基納兄弟控制著盧普區（芝加哥市中心地區）以西小意大利，開始在歐班寧的地盤北區裡推銷他們的威士忌。歐班寧向托里奧抱怨基納兄弟，但托里奧沒有任何反應。歐班寧不甘示弱，開始劫持基納兄弟的酒類貨物。基納兄弟決定謀殺歐班寧；然而，由於基納家族是西西里人，他們對西西里利亞聯盟效忠，而該聯盟是西西里移民的互助會，也是黑手黨的掩護組織。他們向聯盟的芝加哥分部的主席邁克·梅洛提出請求；然而，梅洛不喜歡暴力，拒絕批准這次襲擊。

## 謀殺約翰·達菲
與此同時，歐班寧繼續發動攻勢。1924年2月，他對南區的競爭對手採取行動，試圖誣陷托里奧和卡彭謀殺從費城雇來的北區罪犯約翰·達菲（John Duffy），但沒有成功。
達菲在酒醉後發生激烈爭吵，在他的新娘梅貝爾·埃克斯利（Maybelle Exley）睡覺時用枕頭令她窒息而死（但其他消息來源稱達菲向她的頭部開了兩槍）。第二天早上醒來時，他驚慌失措地打電話給朋友，要求給他一輛車和錢，讓他離開城鎮。歐班寧不久就聯絡他，他同意幫助達菲。他告訴達菲在由托里奧與卡彭組織經營的一間南沃巴什（South Wabash）俱樂部Four Deuces裡見面。
在俱樂部裡，幾名目擊者報告說，他們看到達菲在晚上大約8點時被歐班寧和一位身份不明的男子用一輛斯圖貝克汽車接走。達菲的屍體後來在芝加哥郊外的雪堆裡被發現；他的頭部被一把點38口徑的手槍射中三槍。另一名目擊者後來告訴警察，他看到歐班寧和另外兩名男子將達菲的屍體扔掉，但他後來收回了他的說法。
由於達菲最後一次是在Four Deuces被看見的，因此懷疑的焦點自然是俱樂部經理艾爾·卡彭。隨後的調查使執法部門對該俱樂部產生了不必要的關注，因為它是非法賭博、賣淫和私酒的源頭。當警方開始將歐班寧視為可能的嫌疑人時，這位幫派頭目告訴記者：「警察不用找我了，我會去找他們的。星期一下午2:30我會去州檢察官的辦公室...我可以告訴州檢察官任何他想知道關於我的事情。不管達菲發生了什麼事，都不在我的能力範圍內。我不跟那種流氓混在一起。」
警方始終無法收集到足夠的證據來指控歐班寧謀殺達菲。他們推測，歐班寧和兩位幫兇開車把達菲帶到了一個偏僻的林區。在諾丁漢路（Nottingham Road）停車後，達菲和歐班寧下了車去大小便。這時，歐班寧站在毫無防備的達菲身後，朝他的後腦開槍。然後歐班寧又向達菲開了兩槍，之後把他的屍體扔在雪堆裡。警方認為歐班寧殺死達菲，因為他想避開牽連至達菲的妻子被殺案中的高度公布調查。他在芝加哥犯罪集團的俱樂部與達菲見面，並帶著達菲進行一次「單程旅程」，希望將達菲被殺害的責任推卸給托里奧和卡彭。

## 西本啤酒廠突襲
托里奧最忍受不了的是歐班寧在西本啤酒廠（Sieben Brewery）突襲中的背叛行為。歐班寧和托里奧都在芝加哥的西本啤酒廠中持有大量股份。1924年5月，歐班寧得知警方計劃在特定晚上突襲啤酒廠。在突擊之前，歐班寧找到托里奧，告訴他自己想賣掉啤酒廠的股份，聲稱基納兄弟嚇壞了他，而他想離開這場喧鬧。托里奧同意購買歐班寧的股份，並給了他50萬美元。在歐班寧最後一批貨的晚上，警察衝進啤酒廠。歐班寧、托里奧，以及許多南區的黑幫分子被逮捕。歐班寧很容易就脫身了，因為他不像托里奧，歐班寧以前沒有與禁酒令有關的逮捕記錄。托里奧不得不保釋自己和六名同伴，再加上後來面臨的法庭指控，有可能要坐牢。歐班寧還拒絕歸還托里奧在交易中給他的錢。
托里奧很快就意識到自己被出賣了。他損失啤酒廠和50萬美元現金（2015年美元為690萬美元），被起訴，而且受羞辱。盡管如此，為了維護芝加哥黑社會的和平，托里奧還是願意忽略這種羞辱，直到當年後期時，歐班寧親自幹了無法挽回的局面。

## 歐班寧與湯米衝鋒槍
1924年夏天時，歐班寧和他的妻子Viola在他的親信路易斯·阿爾特利的科羅拉多州花花公子牧場度過了一個長假。在回芝加哥的路上，歐班寧在丹佛購買了大量的武器，其中包括三支湯普森衝鋒槍，也就是當地報紙上所說的「娃娃機槍」（baby machine guns）。（當時，制造商Auto-Ordnance Company正在向牧場主宣傳這種武器，作為對付動物掠食者的一種手段，這顯然引起了歐班寧的注意。）歐班寧在回到芝加哥後不久就被謀殺了，他還沒來得及用他的新湯普森衝鋒槍對付任何敵人。
據信，歐班寧的其中一支機槍最終落到了南區槍手法蘭克·麥克埃蘭內的手中，麥克埃蘭內和他的老大約瑟夫·賽爾提斯與北邊幫結成秘密聯盟。麥克埃蘭內在1925年9月使用這支湯普森衝鋒槍試圖殺死Spike O'Donnell，但沒有成功，這被認為是芝加哥歷史上第一次有記錄使用「湯米衝鋒槍」。

## 逝世
1924年11月3日，狄恩·歐班寧給勁敵安傑洛·基納打了一通電話，結果通話變得很激烈。他們的分歧是關於基納在「船」裡欠下的債務，「船」是北區黑幫老大和托里奧集團共同擁有的賭場。當歐班寧與艾爾·卡彭、法蘭克·尼提、法蘭克·里奧和其他人一起統計一周的利潤時，有人提到安傑洛·基納押了一大筆現金，外加一筆相當大的marker。卡彭建議他們出於職業禮貌，取消marker。歐班寧卻與基納通了電話，辱罵地要求他在一周內還債。在這種侮辱下，基納和他的家族再也無法克制了。在此之前，邁克·梅洛和西西里利亞聯盟已經拒絕襲擊歐班寧。然而，梅洛得了癌症晚期，於1924年11月8日去世。隨著梅洛的離世，基納和南區的人可以自由地對歐班寧採取行動。
利用梅洛的葬禮為掩護，在接下來的幾天裡，布魯克林黑幫法蘭基·耶魯與幾個人拜訪了歐班寧的斯科菲爾德花店，討論花藝布局。不過，這些拜訪的真正目的是為了記住店內的布置，以便對歐班寧下手。
1924年11月10日上午，歐班寧在斯科菲爾德花店的後屋修剪菊花。耶魯與基納的槍手約翰·斯卡萊斯和Albert Anselmi一起進入店裡。當歐班寧和耶魯握手時，耶魯緊緊地抓住歐班寧的手。同時，斯卡萊斯和Anselmi走到一旁，並向歐班寧的胸部開了兩槍，再向他的喉嚨開了兩槍。當歐班寧的臉朝下躺在地上時，其中一名殺手朝他的後腦開了最後一槍。
由於歐班寧是一個重要的犯罪人物，天主教會拒絕將他葬在祝聖的土地上。歐班寧從小就認識的一位牧師為他念了主禱文和三遍聖母經。歐班寧得到了一個豪華的葬禮，比梅洛的葬禮規模大得多。他被安葬在芝加哥以西希爾賽德的卡梅爾山公墓。歐班寧原本被埋葬在未經祝聖的土地上，但他的家人堅持不懈，後來他被重新安葬在公墓內的祝聖地。
歐班寧的被殺事件引發了北邊幫和芝加哥犯罪集團之間長達5年的殘酷幫派鬥爭，最終在1929年的情人節大屠殺中，7名北邊幫的成員被殺死。

## 流行文化
在「頭號公敵」時代的早期，前十年的狄恩·歐班寧和其他愛爾蘭黑幫，都是1930年代許多黑幫電影的基礎。例如，占士·格尼在1931年電影《國民公敵》中的角色是基於歐班寧和海米·魏斯的。HBO電視劇《酒私風雲》的第三季和第四季也加入了歐班寧的虛構版本，由Arron Shiver飾演。
| 年份      | 譯名                                                                         | 原名                               | 備註                           | IMDB                   |
| --------- | ---------------------------------------------------------------------------- | ---------------------------------- | ------------------------------ | ---------------------- |
| 1959      | 《艾爾·卡彭》                                                                | Al Capone                          | 電影 羅伯特·吉斯特飾演         | （页面存档备份，存于） |
| 1967      | 《情人節大屠殺》                                                             | The St. Valentine's Day Massacre   | 電影 約翰·阿格爾飾演           | （页面存档备份，存于） |
| 1975      | 《卡彭》                                                                     | Capone                             | 電影 約翰·奧查德飾演           | （页面存档备份，存于） |
| 1993      | 《鐵面無私》－"首集"（Parts 1 和 2）                                         | The Untouchables                   | 電視劇 麥可·帕克斯飾演         | （页面存档备份，存于） |
| 1993      | 《少年印第安那瓊斯年譜》－"Young Indiana Jones and the Mystery of the Blues" | The Young Indiana Jones Chronicles | 電視劇 維多·史萊札克飾演       | （页面存档备份，存于） |
| 2012–2013 | 《酒私風雲》                                                                 | Boardwalk Empire                   | 電視劇 Arron Shiver飾演        | （页面存档备份，存于） |
| 2016      | 《芝加哥黑幫紀實》                                                           | The Making of the Mob: Chicago     | 電視連續短劇 斯蒂芬·勞瓦特飾演 |                        |
| 2017      | 《黑幫之地》                                                                 | Gangster Land                      | 電影 馬克·羅斯頓飾演           |                        |

## 延伸閱讀
- Keefe, Rose. Guns and Roses: The Untold Story of Dean O'Banion, Chicago's Big Shot before Al Capone. Cumberland House, 2003. ISBN 1-58182-378-9
- Asbury, Herbert.  The Gangs of Chicago: An Informal History of the Chicago Underworld. New York: Thunder's Mouth Press, 1986.  ISBN 1-56025-454-8
- Butts, Edward. Outlaws of the Lakes: Bootlegging & Smuggling from Colonial Times to Prohibition. Thunder Bay Press, 2004. ISBN 1-882376-91-9
- English, T.J. Paddy Whacked: The Untold Story of the Irish American Gangster. New York: HarperCollins, 2005. ISBN 0-06-059002-5

## 外部連結
- 在Find a Grave上的Charles Dion O'Banion
- The Dean O'Banion Project
- Lake Benton Valley News Obituary[]